# فوسي أو الجبل العذري
فوسي أو الجبل العذري (بالآيسلندية: Fúsi or Virgin Mountain)‏ هو فيلم درامي آيسلندي من إنتاج عام 2015، من إخراج داجور كاري، وبطولة جونار جونسون وإيلمور كريستجانسدوتير، وآخرين.
أقيم العرض العالمي الأول في مهرجان برلين السينمائي الدولي الخامس والستين، حيث تم عرض الفيلم في 9 فبراير 2015 في قسم العروض الخاصة. تم إصداره في دور السينما الأيسلندية في 20 مارس 2015. فاز الفيلم بجوائز أفضل فيلم روائي وممثل سيناريو في مهرجان تريبيكا السينمائي لعام 2015. كما حصل الفيلم على جائزة المجلس الشمالي لعام 2015.

## القصة
يدور الفيلم حول (فوسي) البالغ من العمر ثلاثا وأربعين عاماً، ولا زال يعيش مع والدته حياة روتينية رتيبة، ثم تظهر امرأتان تغيران هذا المنهج، هما (ألما) الممتلئة بالحيوية، والصغيرة (هيرا)، واللتان عكَّرتا صفو حياة العزوبية الطويلة لدى (فوسي).

## وصلات خارجية
- فوسي أو الجبل العذري على موقع IMDb (الإنجليزية)
- فوسي أو الجبل العذري على موقع قاعدة بيانات الأفلام العربية
- فوسي أو الجبل العذري على موقع ألو سيني (الفرنسية)
- فوسي أو الجبل العذري على موقع أول موفي (الإنجليزية)
- فوسي أو الجبل العذري على موقع فيلمافينيتي (الإسبانية)
- فوسي أو الجبل العذري على موقع قاعدة بيانات الأفلام السويدية (السويدية)
- فوسي أو الجبل العذري على موقع قاعدة بيانات الفيلم (الإنجليزية)
- فوسي أو الجبل العذري على موقع ليتربوكسد (الإنجليزية)
- فوسي أو الجبل العذري على موقع كينوبويسك (الروسية)

لم يتم العثور على روابط لمواقع التواصل الاجتماعي.